# Igel-Klee
Igel-Klee (Trifolium echinatum) ist eine Pflanzenart aus der Gattung Klee (Trifolium) in der Unterfamilie der Schmetterlingsblütler (Faboideae) innerhalb der Familie der Hülsenfrüchtler (Fabaceae).

## Beschreibung

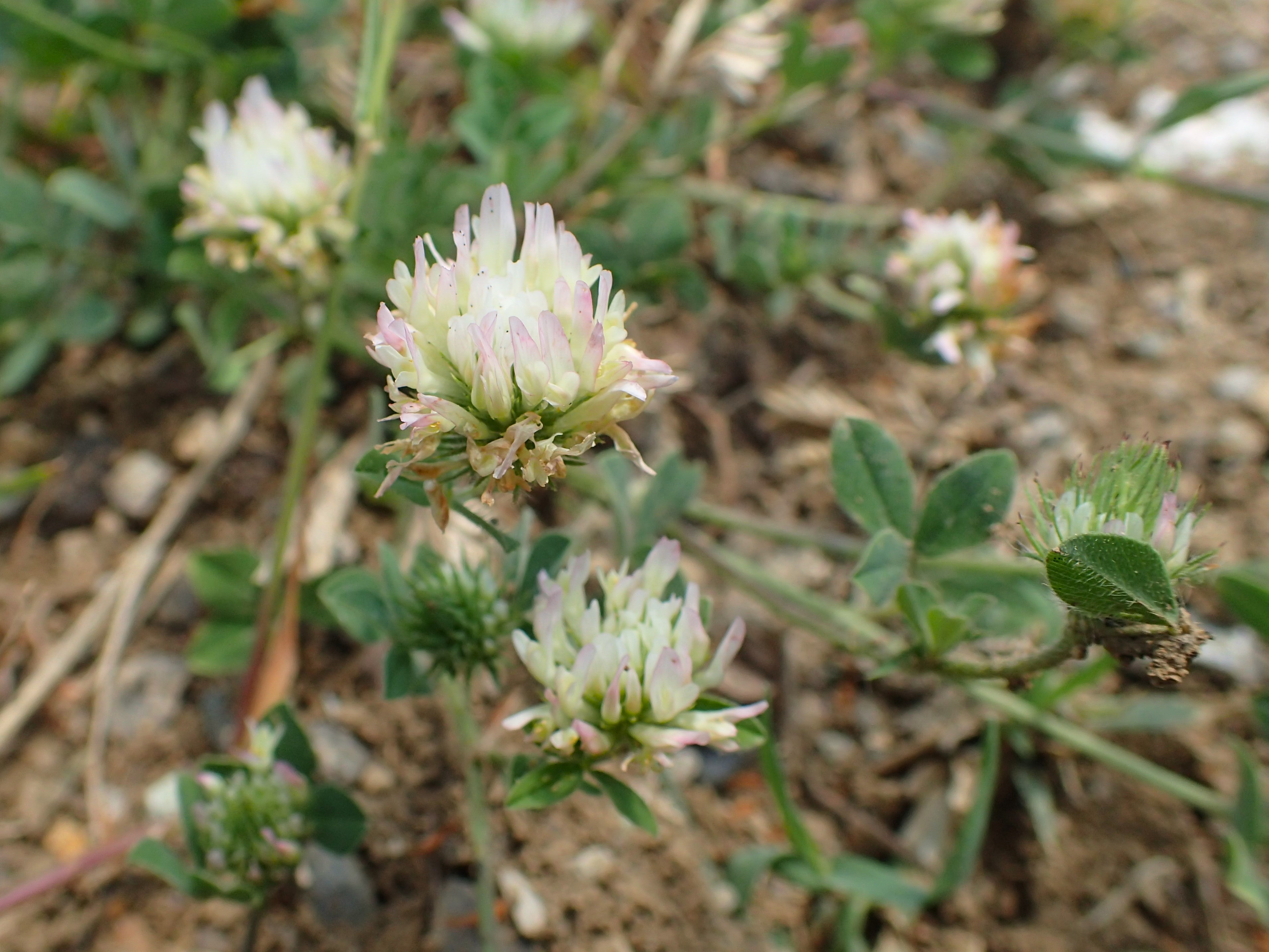
Blütenstände

### Vegetative Merkmale
Der Igel-Klee ist eine einjährige, krautige Pflanze, die Wuchshöhen von 10 bis 50 Zentimetern erreicht. Der aufrechte, aufsteigende oder niederliegende Stängel ist zumindest im oberen Teil dicht behaart und weit verzweigt.
Die Laubblätter sind wechselständig, die obersten aber gegenständig und in Blattstiel sowie -spreite gegliedert. Die Blattspreiten sind dreizählig unpaarig gefiedert. Die behaarten Fiederblättchen sind bei einer Länge von 0,8 bis 2,5 Zentimetern sowie einer Breite von 0,4 bis 1,5 Zentimetern linealisch bis breit-elliptisch und sich an beiden Enden verjüngend oder verkehrt-eiförmig mit verjüngter Basis stumpf und das obere Ende ist spitz oder eingeschnitten. Der Blattrand ist nicht oder sehr fein gezähnelt. Die häutigen Nebenblätter sind  mit dunklen Längsrippen und der freie Teil der Nebenblätter ist ebenso lang oder länger als der verwachsene Teil; der verwachsene Teil ist länglich und schlank, der freie Teil dreieckig bis sichelförmig und lang behaart.

### Generative Merkmale
Die Blütenstandsschäfte sind achselständig oder endständig. Die Blütenstände sind bei einer Länge von 1 bis 2,3 Zentimetern sowie einer Breite von 1 und 2 Zentimetern breit-eiförmig oder verkehrt-eiförmig.
Die zwittrige Blüte ist zygomorph mit doppelter Blütenhülle. Der Kelch ist grün und im unteren Teil röhrenförmig und zehnnervig. Die Kelchröhre ist zylindrisch bis verkehrt-eiförmig und im oberen Teil behaart. Die ungleichen Kelchzähne sind sichelförmig mit purpurfarbenen oberen Ende. Die unteren Kelchzähne sind lang behaart und zwei- bis dreimal länger als die oberen. Während der Fruchtreife verwachsen die Kelchröhren der einzelnen Blüten an der Basis miteinander und mit der Blütenstandsachse. Die Kelchröhre verdickt sich glockenförmig und wird weich oder ledrig, verkahlen und die Kelchzähne richten sich auf; ihr Hals wird durch zwei behaarte Verdickungen verschlossen. Die Krone ist cremefarben, manchmal mit einem purpurfarbenen Punkt auf den Schiffchen, oder rosafarben und sehr selten violett. Die Fahne ist 1,5-mal länger als Schiffchen und Flügel.
In der Fruchtreife wird der Fruchtstand kugelig, zieht sich zusammen und ist stachlig. Die häutchenartigen Hülsenfrüchte sind und verkehrt-eiförmig mit einem scharfen oberen Ende und enthalten nur einen Samen. Die braunen und glänzenden Samen sind bei einer Länge von etwa 3 Millimetern kugelig.
Die Chromosomenzahl beträgt 2n = 16.

## Ökologie
Igel-Klee ist selbstbestäubend. Nach der Fruchtreife bleibt die Frucht geschlossen und fällt gar nicht herab, bis das Pflanzenexemplar zerfällt, diese Ausbreitungsstrategie wird Aestatiphorie genannt.

## Vorkommen
Das Verbreitungsgebiet reicht von Mitteleuropa (Istrien) und Südosteuropa bis zum Iran.
Igel-Klee gedeiht in Lichtungen, in Dickichten an Straßenrändern, Flussbänken und in der Ruderalvegetation.

## Systematik
Die Erstbeschreibung von Trifolium echinatum erfolgte 1808 durch Friedrich August Marschall von Bieberstein in Flora Taurico-Caucasica exhibens stirpes phaenogamas, in Chersoneso Taurica et regionibus caucasicis sponte crescentes, Band 2, Seite 216.
Die Art Trifolium echinatum gehört zur Untersektion Echinata der Sektion Trifolium aus der Gattung Klee (Trifolium) in der Unterfamilie Faboideae innerhalb der Familie Fabaceae.
Es wurde eine „besondere“ Varietät beschrieben:
- Trifolium echinatum var. carmeli (Boiss.) Gibelli & Belli (Syn.: Trifolium carmeli Boiss.): Sie kommt im Gebiet von Libanon und Syrien, im Gebiet von Israel und Jordanien und im asiatischen Teil der Türkei vor.[2]